# Hospital de Hellín
El Hospital de Hellín es un hospital público del Servicio de Salud de Castilla-La Mancha situado en la ciudad albaceteña de Hellín (España).
Inaugurado el 4 de octubre de 1990, sirve a la población de las comarcas Campos de Hellín y Sierra del Segura. Tiene 135 camas.
El 28 de mayo de 2020 se produjo un grave incendio en el hospital que obligó a desalojarlo durante el que se produjo un fallecimiento.